# Asylum (альбом Disturbed)
Asylum — пятый студийный альбом американской хэви-метал группы Disturbed. Официальный релиз состоялся 27 августа 2010 года в Германии и Австралии. Выход альбома в США состоялся 31 августа.
Asylum дебютировал на первом месте чарта Billboard 200 с числом продаж более 179,000. Это четвёртый альбом группы, который добрался до вершины этого музыкального чарта США. До этого такая же серия успешных альбомов была только у групп Metallica и Linkin Park.

## Об альбоме
Как и предыдущий альбом «Indestructible», Disturbed выпустили сами пластинку, к работе над которой они приступили в сентябре 2009 года и записывали в феврале 2010 года. Дэвид Дрейман описал его так: «Альбом всё также неразборчив, но он показывает уровень нашей зрелости. Мы чувствуем, что это самая сильная наша работа, над которой мы все трудились. Наш стиль сохранился, но с большой техничностью».
Согласно интервью 2008 года, лирически альбом будет столь же тёмным, агрессивным, сердитым и сильно бьющим. Музыка демонстрирует более тяжёлый звук, лирически темы варьируются от очень личных до политических и провокационных. 14 июля 2010 года был выпущен сингл «Another Way To Die». 19 июля была выпущена радио-версия главного трека «Asylum». 31 августа вышел сам альбом, который получил положительные отзывы от критиков.

## Список композиций
Слова и музыка всех песен — Дэвид Дрэйман, Дэн Дониган, Майк Венгрен и Джон Мойер.
| №                   | Название             | Длительность |
| ------------------- | -------------------- | ------------ |
| 1.                  | «Remnants»           | 2:43         |
| 2.                  | «Asylum»             | 4:36         |
| 3.                  | «The Infection»      | 4:08         |
| 4.                  | «Warrior»            | 3:25         |
| 5.                  | «Another Way to Die» | 4:14         |
| 6.                  | «Never Again»        | 3:34         |
| 7.                  | «Animal»             | 4:14         |
| 8.                  | «Crucified»          | 4:37         |
| 9.                  | «Serpentine»         | 4:10         |
| 10.                 | «My Child»           | 3:18         |
| 11.                 | «Sacrifice»          | 4:00         |
| 12.                 | «Innocence»          | 4:31         |
| 13.                 | «ISHFWILF»           | 5:28         |
| Общая длительность: | Общая длительность:  | 52:53        |

| №                   | Название                        | Длительность |
| ------------------- | ------------------------------- | ------------ |
| 14.                 | «Leave It Alone»                | 4:07         |
| 15.                 | «Down with the Sickness (Live)» | 5:55         |
| 16.                 | «Stricken (Live)»               | 4:17         |
| 17.                 | «Living After Midnight»         | 4:25         |
| Общая длительность: | Общая длительность:             | 1:11:35      |

## Участники записи
- Дэн Дониган — гитары, электроника (продюсер)
- Дэвид Дрейман — основной вокал (сопродюсер)
- Майк Венгрен — ударные, перкуссия (сопродюсер)
- Джон Мойер — бас-гитара, бэк-вокал

## Чарты
Альбом разошёлся в США тиражом 179 тысяч экземпляров в первую неделю после релиза и дебютировал на 1-й строчке хит-парада журнала Billboard.
| Страна         | Позиция |
| -------------- | ------- |
| США            | 1       |
| Новая Зеландия | 1       |
| Австралия      | 2       |
| Австрия        | 3       |
| Германия       | 4       |
| Великобритания | 7       |